# Гајбанела-Сант'Едиђо (Ферара)
Гајбанела-Сант'Едиђо (итал. Gaibanella-Sant'Edigio) је насеље у Италији у округу Ферара, региону Емилија-Ромања.
Према процени из 2011. у насељу је живело 1038 становника. Насеље се налази на надморској висини од 7 м.